# Calamotropha danutae
Calamotropha danutae là một loài bướm đêm trong họ Crambidae.